# Ozarba holophaea
Ozarba holophaea là một loài bướm đêm trong họ Noctuidae.